# Sardegna Rally Race

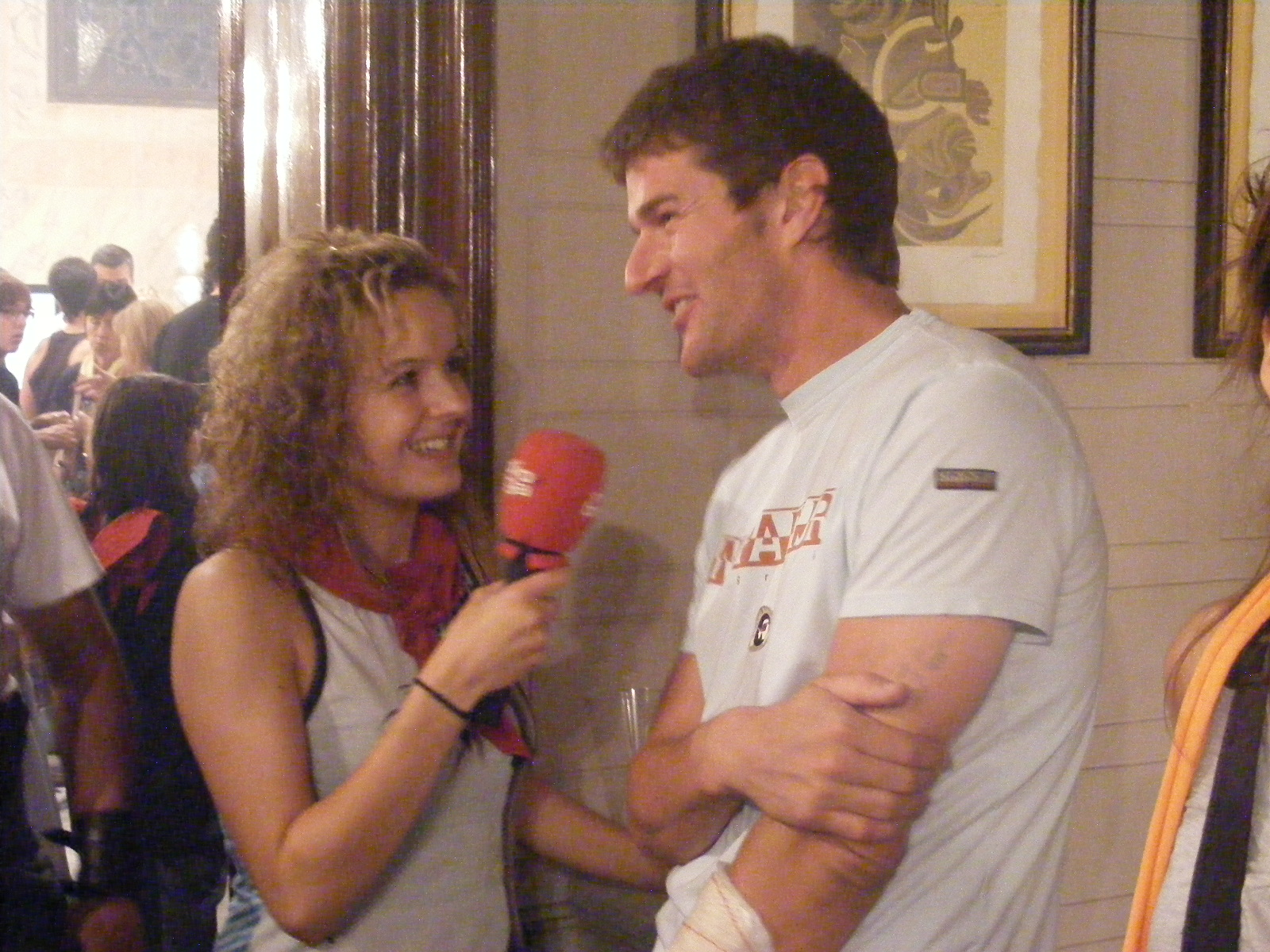
Lo spagnolo Marc Coma, vincitore di tre Dakar e di tre edizioni del Rally di Sardegna di Rally-Raid

Il Sardegna Rally Race è una competizione motociclistica internazionale di rally  raid che si svolge dal 2008. 
Dal 2009 il rally  raid italiano è valido per il Cross Country Rally World Championship.

## Il cambio di nome
Sardegna Rally Race, anche per non generare confusione con il Rally di Sardegna automobilistico, la cui crescente popolarità lo ha portato a diventare prova stabile del campionato del mondo rally.

## Albo d'oro
Sardegna Rally Race
| Anno | Pilota             | Moto      |
| ---- | ------------------ | --------- |
| 2008 | Cyril Despres      | KTM       |
| 2009 | Cyril Despres      | KTM       |
| 2010 | Marc Coma          | KTM       |
| 2011 | Marc Coma          | KTM       |
| 2012 | Jordi Viladoms     | KTM       |
| 2013 | Marc Coma          | KTM       |
| 2014 | Alessandro Botturi | Husqvarna |
| 2015 | Matthias Walkner   | KTM       |
| 2016 | Juan Pedrero       | Sherco    |